# Alejandro Bedoya
Alejandro Bedoya (Miami, 25 aprile 1987) è un calciatore statunitense, centrocampista del Philadelphia Union e della Nazionale statunitense.

## Caratteristiche tecniche
Bedoya è un centrocampista che può giocare sia al centro che sulle fasce e da trequartista dietro alle punte.

## Carriera

### Carriera in club

#### Örebro SK
Nonostante i senior universitari spesso partecipino al MLS SuperDraft, Bedoya ha esplorato opzioni all'estero. Alla fine del 2008, ha firmato un contratto con il club svedese del Örebro SK e si è unito alla squadra il 7 gennaio 2009. Il 6 aprile ha fatto il suo debutto per l'Örebro SK entrando come sostituto al 73º minuto. Ha segnato il suo primo gol per l'Örebro SK quando ha dato alla squadra un vantaggio di 1-0 contro l'Assyriska FF nella Svenska Cupen. Nel corso della stagione, Bedoya si è guadagnato un posto nella formazione titolare ed è diventato un pilastro nel centrocampo centrale nella formazione del Örebro SK in un modulo 4-3-3. Nel febbraio 2011, Bedoya è stato sottoposto a un provino presso il club inglese della Premier League Birmingham City, ma non è stato ingaggiato.

#### Rangers
Il 21 luglio 2011 è stato annunciato che Bedoya aveva accettato i termini personali con il club scozzese Rangers, in attesa dell'approvazione di un permesso di lavoro, con l'obiettivo di unirsi alla squadra nel gennaio 2012, una volta conclusa la stagione dell'Allsvenskan. Tuttavia, l'Örebro SK e i Rangers hanno concordato una tariffa non divulgata l'17 agosto 2011, consentendogli di unirsi immediatamente ai Rangers.
Bedoya ha fatto il suo debutto come sostituto nella seconda metà in una partita della Scottish Premier League contro l'Aberdeen il 28 agosto 2011. Ha segnato il suo primo gol per i Rangers in una vittoria per 5-0 contro il Dundee United il 2 maggio 2012, contribuendo a garantire il secondo posto al club di Glasgow.

#### Helsingborgs IF
Quando i Rangers sono entrati in amministrazione, Bedoya ha firmato un contratto a breve termine con i campioni dell'Allsvenskan del Helsingborgs IF l'10 agosto 2012. L'18 agosto 2012, nel suo debutto con la squadra, Bedoya ha segnato un gol con un colpo di testa rovesciato nella sconfitta per 2-1 della sua squadra contro l'Elfsborg. Ha iniziato entrambe le partite per l'Helsingborg nella serie di andata e ritorno contro il Celtic nella UEFA Champions League; i campioni svedesi sono stati eliminati con un risultato complessivo di 4-0. L'Helsingborg è stato inserito nella fase a gironi della fase a gironi della UEFA Europa League 2012-13, dove ha concluso al terzo posto, e Bedoya ha segnato due gol contro l'Hannover 96 e il FC Twente. Bedoya ha ricevuto diverse offerte dopo la scadenza del suo contratto con l'Helsingborg ma ha deciso di rimanere almeno altri sei mesi.

#### Nantes
Il 7 agosto 2013, Bedoya si unì alla squadra di Ligue 1 di recente promozione Nantes. In seguito fece la sua prima apparizione in Ligue 1 con il Nantes contro i campioni in carica PSG il 25 agosto 2013. Il primo gol di Bedoya per il club arrivò nella vittoria per 1-0 del Nantes contro l'AC Ajaccio il 19 ottobre 2013, quando segnò l'unico gol a tre minuti dalla fine per prolungare la striscia vincente del club a quattro vittorie consecutive. Dopo la partita, il suo allenatore, Michel Der Zakarian, elogiò Bedoya per il suo gioco intelligente ed eccellenza tecnica. Bedoya segnò il suo secondo gol per il club, e il primo al terreno di casa del Nantes, lo Stade de la Beaujoire, il 3 dicembre 2013, segnando il gol del pareggio del Nantes in una vittoria per 2-1 sulla struggente Valenciennes. Bedoya continuò la sua serie di gol il 6 dicembre 2013, segnando l'unico gol della partita nella vittoria del Nantes contro il Marseille, un risultato che portò il Nantes al quarto posto e causò il licenziamento dell'allenatore del Marseille, Élie Baup. Il 10 febbraio 2016, Bedoya segnò il gol della vittoria con un colpo di testa al minuto 118 per il FC Nantes in una partita di Coupe de France contro FC Girondins de Bordeaux.

#### Philadelphia Union
Il 3 agosto 2016, Bedoya si unì alla Philadelphia Union dal Nantes per una cifra di trasferimento riportata di 1 milione di dollari come giocatore designato. Ha iniziato tutte e dieci le apparizioni per l'Union durante il resto del 2016 e ha segnato due gol, tra cui l'unico gol nei playoff contro il Toronto FC.
Per la stagione 2017, Bedoya è diventato il capitano dell'Union, subentrando a Brian Carroll. Diventando una presenza fissa nel centrocampo dell'Union, Bedoya è stato inizialmente impiegato come "numero 10" nel centro dell'attacco mentre la squadra continuava a cercare un giocatore dedicato per quella posizione. Bedoya si è poi adattato a un ruolo più familiare sulla fascia destra e come mediano centrale mentre le tattiche dell'Union si sono evolute nelle stagioni successive.

### Nazionale
Viene convocato per la Copa América Centenario negli Stati Uniti.

## Palmarès

### Club

#### Competizioni nazionali
- MLS Supporters' Shield: 1

Philadelphia Union: 2020

### Nazionale
- Gold Cup: 2

2013, 2017